# Blaaskwintet nr. 1 (Aho)
Kalevi Aho voltooide zijn Blaaskwintet nr. 1 (Fins: Kvintetto huilulle, oboelle, klarinetille, käyrätorvelle ja fagotille, dat is: Kwintet voor fluit, hobo, klarinet, hoorn en fagot) in januari 2006.
Aho, voornamelijk bekend vanwege het schrijven van symfonieën en concerto’s, schreef dit blaaskwintet op verzoek van het Turku Philharmonisch Orkest. Het uiteindelijke doel was een uitvoering door de solisten in de blazerssecties van het symfonieorkest. Aho zag zich geconfronteerd met de stemindeling. De muzikale karakters en klanken van dwarsfluit, hobo, klarinet, fagot en hoorn verschilden volgens hem te veel om een coherent geheel te krijgen. Hij loste dit op door een indeling te maken, hobo voor het hoge register, klarinet en fluit voor het middenregister en fagot en hoorn voor het lage register. Een ander probleem vond hij de dynamiek. Om een uiterst pianissimo te verkrijgen liet hij de instrumentalisten deels buiten de (concert)zaal spelen.
Aho componeerde vijf delen, waarbij binnen de delen de stemming wijzigt:
1. Agitato – Cantando (van geagiteerd tot melodieus)
2. Vivace, leggiero – Allegro marcanto (van speels virtuoos tot sterk ritmisch)
3. Marziale, pesante – Furioso – Tempo I (van mars naar speels naar mars)
4. Andante, con tristezza (het langzame deel dat in stilte oplost)

De première vond plaat op 12 maart 2006, uiteraard in Turku. Het blaaskwintet werd daarna opgepakt door eenzelfde ensemble, maar dan samengesteld uit het Berliner Philharmoniker, dat vervolgens een nieuw blaaskwintet bestelde.